# Kuras

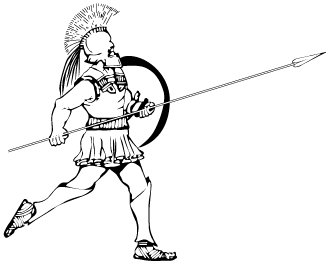
Griekse hopliet

Een kuras of borstharnas is, met de helm, een van oudste militaire uitrustingstukken en onder meer gedragen door een kurassier.
De reden hiervoor is vrij eenvoudig: in tegenstelling tot verwondingen aan armen en benen, die ook in de klassieke oudheid meestal wel te genezen waren, zijn verwondingen waarbij de lichaamsholten worden doorboord vrijwel zeker dodelijk. Ook tegenwoordig is dit type verwondingen nog zeer ernstig, vooral vanwege de kans op orgaanfalen of infecties.

## Het klassieke kuras

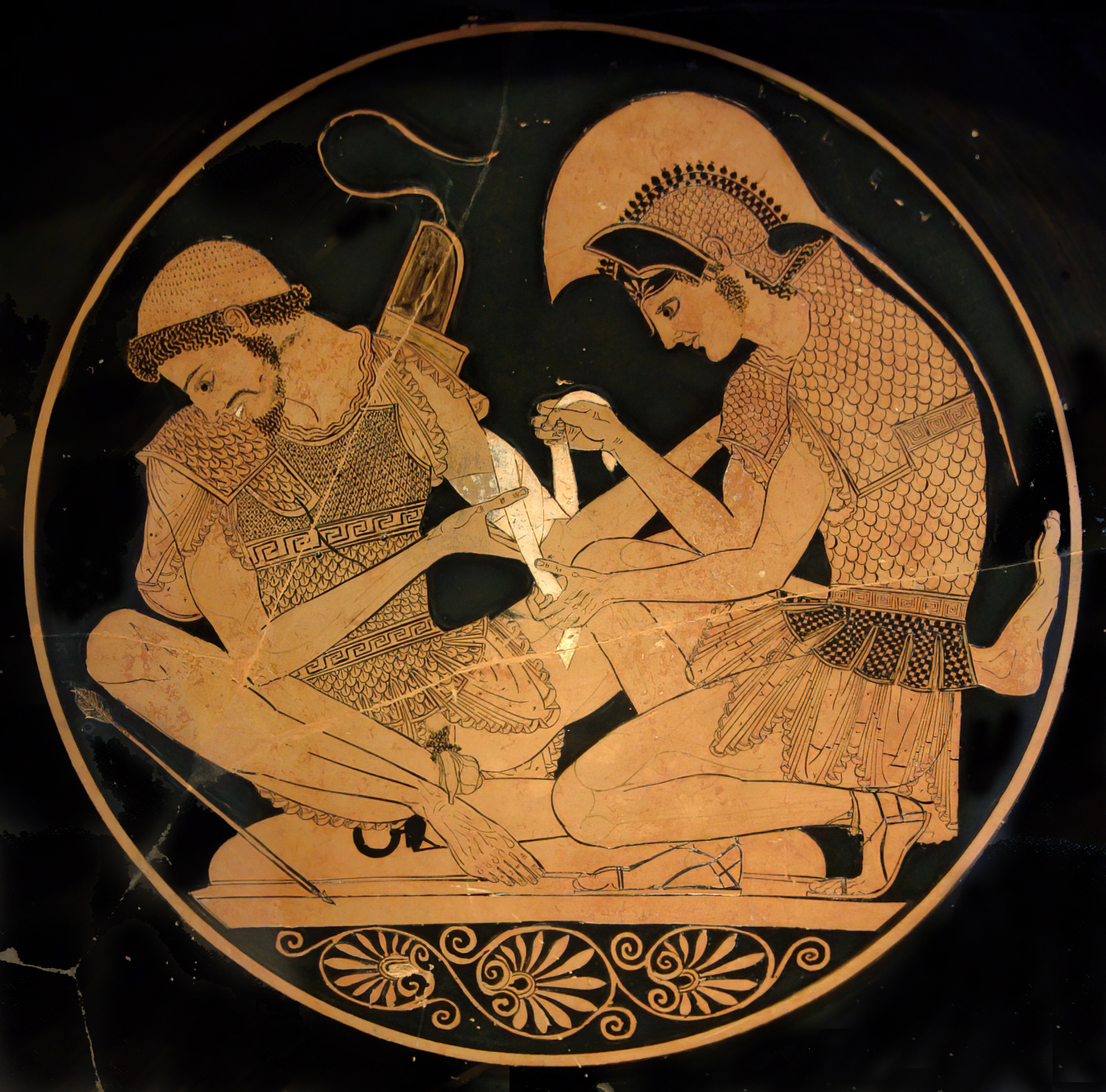
Patroclus verbindt Achilles, beiden dragen een schubbenpantser

De eerste afbeeldingen kennen we uit de Egyptische en Griekse culturen en sindsdien heeft het kuras zich voortdurend ontwikkeld. Het klassieke kuras, van stevig leer of gesmeed uit een of twee metalen platen, was echter niet erg praktisch, omdat het de bewegingsvrijheid drastisch beperkte. Bovendien was het maken van een kuras een dure aangelegenheid, zodat waarschijnlijk alleen de commandanten en andere vooraanstaande mannen er een hadden.

## Schubbenpantsers en maliënkolders
Al in het oude Egypte werd het klassieke borstkuras vervangen door een schubbenpantser, dat niet alleen eenvoudiger te produceren was, maar ook veel meer bewegingsvrijheid bood. Nog later kwam de maliënkolder in zwang, die niet alleen een betere bescherming bood tegen slagen en steken van onderaf, maar de bewegingsvrijheid nog minder hinderde. Deze hadden echter hun eigen nadelen. Met name de maliënkolder was door de vele ringetjes moeilijk te onderhouden (poetsen en invetten) zodat roestvorming een probleem was.

## Het kuras als propaganda

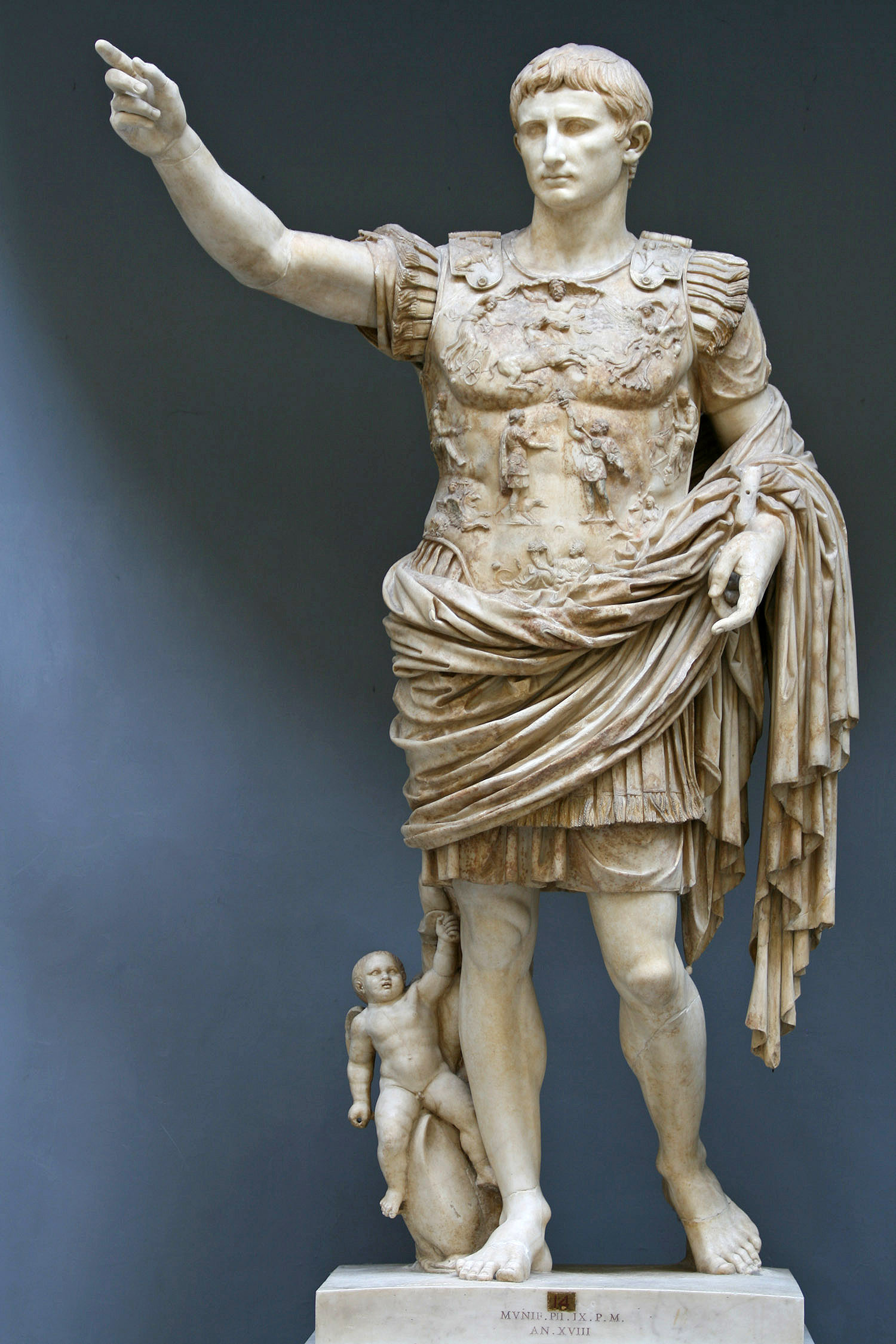
Augustus in overwinningspose, waarschijnlijk ter gelegenheid van de Slag bij Actium

Toch bleef het borstkuras nog lang bestaan, niet zozeer omdat het praktisch was, maar omdat het enerzijds een uitstekende bescherming bood en anderzijds met rijkdom werd geassocieerd. Bovendien bood een kuras veel ruimte voor ornamenten, die met zorg werden gekozen om succes in de strijd en een goede verstandhouding met de goden te suggereren. Beelden van veldheren in de Romeinse tijd waren dan ook vaak gekleed in een borstkuras, tenzij ze zich als burger (er bestond nog geen echt onderscheid) wilden profileren.

## Romeinse innovatie
In het begin van de eerste eeuw (Julisch-Claudische dynastie) werd de maliënkolder die de gregarius miles (gewoon soldaat) droegen vervangen door de lorica segmentata, het archetypische Romeinse uniform, dat onveranderlijk gedragen wordt in films die ver voor deze tijd spelen, hoewel dat een anachronisme is. Het grote voordeel van de lorica segmentata was dat het enerzijds een goede bescherming bood en relatief makkelijk te produceren en te onderhouden was, en anderzijds een vrij grote bewegingsvrijheid bood. Vermoedelijk is het ingevoerd onder het latere bewind van Augustus of Tiberius. Een reden hiervoor is dat na een eeuw van burgeroorlog en opstanden de soldaten een vlug en relatief goedkoop te produceren harnas nodig hadden. De lorica segmentata bestond al in de nadagen van de republiek, maar werd niet gebruikt door soldaten, maar door gladiatoren die geheel bepantserd waren, dit waren de hoplomachi een variant op de samnite. Bij de auxilia (hulptroepen) en de equites (ruiterij) bleef de lorica hamata gebruikelijk.

## Middeleeuwen, renaissance en verlichting

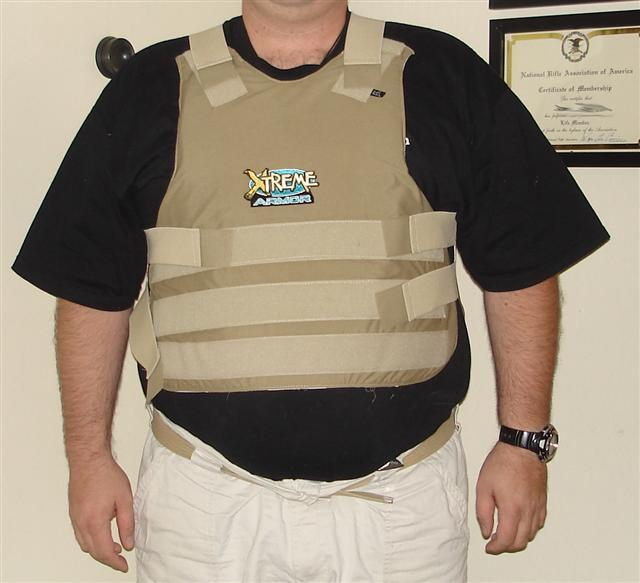
Kogelwerend vest, de moderne variant van een oud idee

Pas in de middeleeuwen maakt het borstkuras een wederopleving door als onderdeel van het harnas. Bewegingsvrijheid was niet de doorslaggevende factor bij deze vorm van bepantsering, bescherming van de drager belangrijker. De drager was overigens nog steeds een aanzienlijk man en de vele ornamenten waren nog steeds bedoeld om indruk te maken.
In de renaissance bleek het middeleeuwse harnas grondig verouderd, aangezien het geen bescherming tegen vuurwapens bood, maar in de kunst, of misschien propaganda, van de renaissance is het borstkuras een bijna onafscheidelijk attribuut voor staatshoofden en helden. Bijna geen veldheer laat zich afbeelden zonder een klassiek kuras. In de praktijk echter had het borstkuras afgedaan als serieuze bescherming op het slagveld, maar bleef vaak in gebruik als deel van het uniform. Als bescherming tegen bajonetten, sabels, pieken en rondvliegend puin was het immers nog steeds vrij effectief.

## Moderne versies

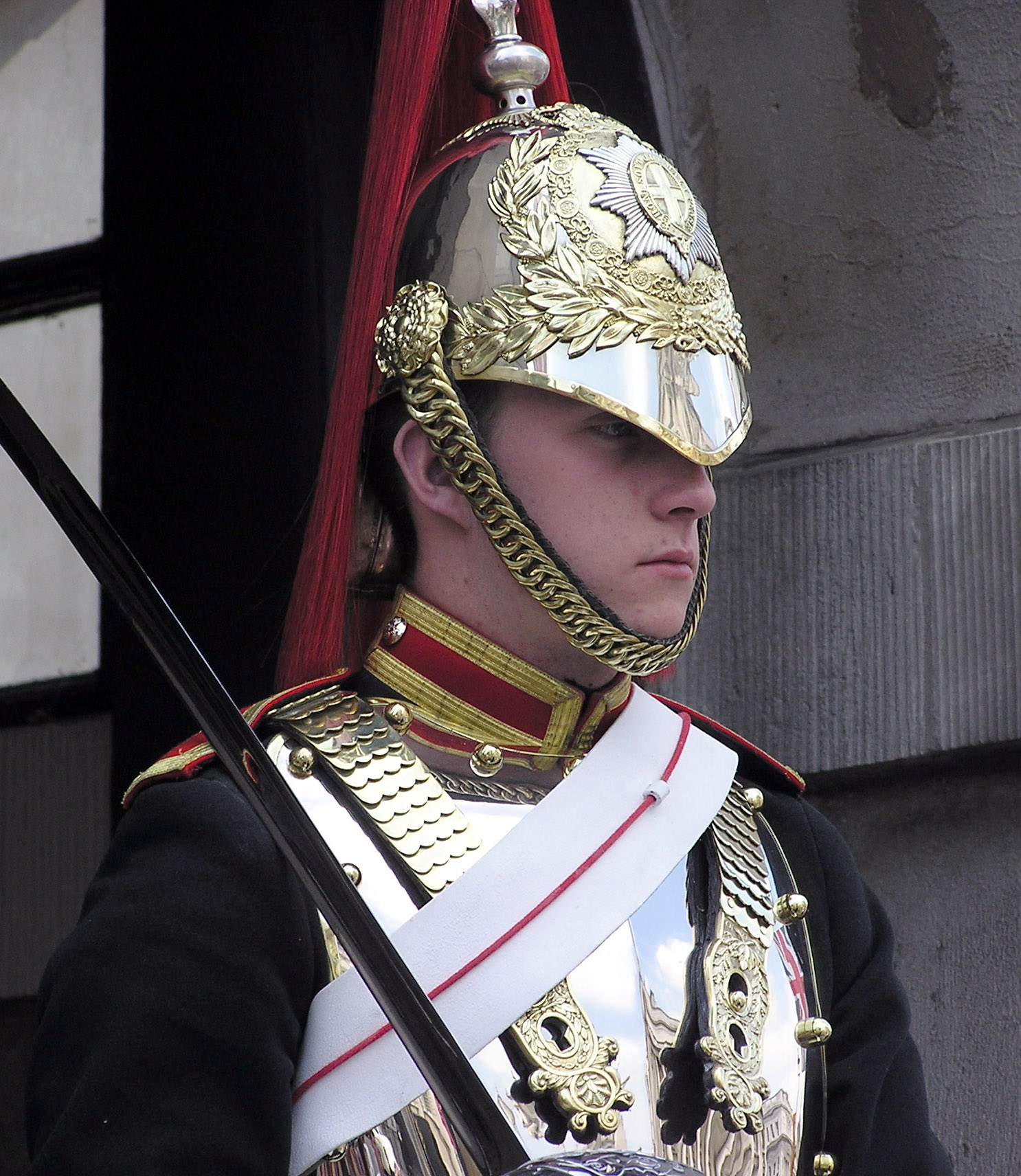
Modern kuras bij een lid van de Household Cavalry in Londen

Maar het basisidee, bescherming van de borst en buikholten tegen verwonding, bleef geldig en sinds de Eerste Wereldoorlog werden pogingen ondernomen om het borstkuras in vernieuwde vorm weer in gebruik te nemen als bescherming tegen geweervuur. Pas na de uitvinding van (met name) Kevlar kan echter weer worden gesproken van het kuras als serieuze optie. De moderne versie biedt niet alleen goede bescherming, maar door het inzetten van moderne kunststoffen hindert het nauwelijks de bewegingsvrijheid en kan zelfs onder normale kleding worden gedragen. Maar ook tegenwoordig is het klassieke kuras een pronkstuk, dat graag wordt ingezet om te imponeren.